# 乌布浪口抗日烈士陵园
乌布浪口抗日烈士陵园，多被称为乌不浪口烈士陵园，前称乌不浪口烈士公墓，是内蒙古自治区文物保护单位之一，位于中国内蒙古自治区巴彥淖爾市乌拉特中旗。陵园安葬了148名在乌不浪口阻击战期间阵亡的国民革命军官兵。

## 历史
1940年1月31日至2月2日，乌不浪口阻击战爆发，国民革命军将领马腾蛟率领35师下辖的三个团（205团、206团、208团），在乌不浪口阻击两万多名侵华日军，其中208团的官兵大部分阵亡、205团亦有一半官兵受伤或阵亡。此后，国民革命军一度撤离，直到同年3月五原战役胜利后才重返当地。傅作义和马腾蛟部队决定派出善后人员，收殓乌不浪口阻击战阵亡官兵的遗骸。4月初，善后人员和当地民众一共找到148具官兵遗体，并辨明他们生前的姓名和部队番号。
善后人员决定把官兵遗体就地安葬在战场附近，墓地选址为乌不浪口西侧靠山向阳坡，名为乌不浪口烈士公墓。4月5日（当年清明节），傅作义部队举行悼念抗日阵亡将士大会，隆重安葬148具遗体，是次仪式有千余军民参加。由于战争时期、条件所限，坟墓由石土堆成，墓前各有一小块铭碑；小石土堆坟墓横成行竖成排，形成坐北朝南的四方形公墓，没有围墙。
1986年，乌拉特中旗政府派员实地勘察乌不浪口烈士公墓，发现148个坟墓当中只有83个的墓碑刻名仍然可辨（其中19个刻名只有一两个字清晰可见），其余墓主姓名已经散失。1995年，旗委（中国共产党乌拉特中旗委员会）、旗政府把公墓定名为乌不浪口烈士陵园。2003年，巴彦淖尔盟（现为市）地区行政公署把陵园列入盟级重点烈士纪念建筑物保护单位；同年，乌拉特中旗政府按照阵亡官兵遗属和生前同袍的意愿，筹资62万人民币，为陵园进行修缮和扩建工程，并增建纪念广场、绿化带、纪念碑、围栏、墓座、浮雕、碑刻等设施。2006年，陵园列入第四批内蒙古自治区文物保护单位。2008年，陵园列入乌拉特中旗爱国主义教育基地。

## 结构
乌布浪口抗日烈士陵园（2003年修建后）的占地面积为5000平方米，包括墓地、纪念广场、绿化带等部分。纪念广场竖立了抗日英雄纪念碑，碑的东西两侧设有两个汉白玉浮雕照壁、一个大理石碑刻。广场还建有汉白玉围栏和墓座。